# 摩周丸 (初代)
摩周丸（ましゅうまる）は、運輸省鉄道総局ならびに日本国有鉄道（国鉄）青函航路に就航していた車載客船である。
戦災で壊滅的被害をこうむった青函連絡船の復興のため、当時の国鉄であった運輸省鉄道総局がGHQの許可を得て建造した車載客船洞爺丸型4隻の第3船で、同型船には洞爺丸、羊蹄丸、大雪丸があった。

## 車載客船建造の経緯
1945年（昭和20年）7月14日のアメリカ軍の空襲で、青函連絡船は一時壊滅し、8月15日の終戦時稼働できたのは、第七青函丸、第八青函丸と、船舶運営会から傭船した大阪商船の樺太丸（旧関釜連絡船初代壱岐丸1,598総トン）の3隻だけであった。しかし、終戦後、青函航路には多くの旅客や貨物が押し寄せたため、関釜航路の景福丸（3,620.60総トン）、同航路の貨物船壱岐丸（2代）（3,519.48総トン）、稚泊航路の宗谷丸（3,593.16総トン）をはじめ、多くの商船、機帆船、旧陸軍上陸用舟艇などを傭船して、この混乱に対応し、1947年（昭和22年）9月からは、空襲により擱坐していた関釜連絡船昌慶丸 （3,620.60総トン）を浮揚修理して就航させた。また終戦後、博多 - 釜山間で朝鮮半島から日本への引揚げ、ならびに朝鮮半島への帰還輸送や、樺太からの引揚げ輸送に就いていた関釜連絡船徳寿丸 （3,619.66総トン）も青函航路へ助勤させていた。
このような状況下、1946年（昭和21年）9月までに、当時就航中あるいは建造中であった車両渡船 第八青函丸、第十一青函丸、第十二青函丸、石狩丸（初代）の船橋楼甲板に旅客用甲板室を造設して客載車両渡船（デッキハウス船）とし、旅客輸送力増強を図ったが、いずれも「進駐軍専用船」に指定されてしまい、一般旅客の利用は禁止されてしまった。また当時の車両渡船は、新造船も含め、全て戦時標準船で劣悪な船質のうえ、船腹不足のため十分な補修もされず酷使され続け、故障や事故が頻発し、一向に貨車航送能力も回復しなかった。
このことが、北海道に進駐するアメリカ軍自身の物資輸送にも支障をきたすところとなり、1946年（昭和21年）7月、運輸省鉄道総局はGHQから、青函航路用として、車載客船4隻、車両渡船4隻の計8隻の建造許可を取り付けることに成功した。この車載客船4隻が洞爺丸型で、摩周丸はその第3船であった。
摩周丸は1946年（昭和21年）12月3日浦賀船渠で起工、1948年（昭和23年）7月31日竣工、同年8月27日に青函航路に就航した。
なお、終戦後、総トン数100トン以上の日本の全商船はGHQ管理下に置かれ、1945年（昭和20年）12月15日からは、その実施機関である日本商船管理局（en:Shipping Control Authority for the Japanese Merchant Marine, SCAJAP）より付与された標識番号であるSCAJAPナンバーの船体への標示が義務付けられた。摩周丸では、その標識番号M112が、竣工前より外舷中央部、塗り分け線直下の黒地に白で標示され、1952年（昭和27年）4月のサンフランシスコ講和条約発効後抹消された。

## 概要
車載客船としての基本構造は、1924年（大正13年）に建造された翔鳳丸型に準じたが、設計期間短縮のため、戦時中博釜航路へ投入予定で設計されたH型戦時標準船石狩丸（初代）の船体線図を一部修整のうえ使用し、二重底に変更するなど、平時仕様で建造された。垂線間長113.2mはH型船と同一で、翔鳳丸型に比べ、全長が約9m延長され118.7mとなり、総トン数も3,400トン級から3,800トン級へと大型化したが、船尾扉の装備はなかった。
なお洞爺丸型4隻のうち、3隻は三菱重工神戸造船所で建造されたが、本船のみ浦賀船渠での建造となり、主機械には石川島重工製が採用され、主発電機も550kVA 2台と他の3隻より若干大きいものが装備されたほか、外観では後部操縦室の大きさが、他の3隻よりやや小さく、窓の数も少なかった。
旅客定員は新造時899名と、翔鳳丸型と同等であったが、車両甲板両舷中2階の、翔鳳丸型では幅の狭い曝露甲板で、左舷のみ3等旅客に開放されていた下部遊歩甲板を拡幅し、舷側外板で囲い、大型の窓を多数設け、両舷とも3等船室とした。このため車両甲板の船内軌道は、翔鳳丸型のように3線は敷けず、船尾端では1線で、すぐ分岐し、車両甲板の大部分で2線平行となるよう敷設され、積載車両数もワム換算18両と、翔鳳丸型より7両減であった。しかし、1951年（昭和26年）9月施行の規程では、既にワム換算積載車両数19両に改定されていた。なお、船尾扉設置後の数値であるが、本船の船内軌道船1番線の有効長が、姉妹船2隻より20cm短かった。
船内配置は上から操舵室のある航海船橋、その下が端艇甲板で、前方の操舵室直下に高級船員居室と無線通信室があり、中央部には4本の煙突、周囲には10隻の救命艇を備え、船尾にはヒーリングポンプを操作する後部操縦室が配置された。その下が上部遊歩甲板で、車両甲板の天井にあたり、甲板室全周にわたる遊歩廊が設けられ、このうち前方と両側面の船首側約8m以外は側面が開放されていた。遊歩廊内側の甲板室には、前方から1等個室寝台室、1等出入口広間、1、2等食堂、開放式の2等寝台室、2等出入口広間、2等雑居室が配置されていた。その下が車両甲板両舷中2階の下部遊歩甲板で、左舷には3等出入口、3等食堂、3等椅子席が、右舷には3等椅子席が設置された。さらに、車両甲板下の第二甲板には、ボイラー室前方の2区画と機械室後方の1区画に3等雑居室が配置された。
洞爺丸事件後の安全対策としては、非常時に救命艇を迅速かつ容易に降下できる重力型ボートダビットへ交換し、救命艇も木製から軽金属製に交換した。下部遊歩甲板の角窓は水密丸窓とし、この部分を完全な予備浮力とした。車両甲板下第二甲板の3等雑居室から上部遊歩甲板への脱出経路の直線化のほか、車両甲板上の石炭積込口を含む開口部の敷居の高さを61cm以上に嵩上げのうえ、鋼製の防水蓋や防水扉を設置し、さらに車両甲板下区画の換気口も閉鎖して電動換気とし、車両甲板上に大量の海水が侵入しても、車両甲板下の機械室やボイラー室へは流れ込まないようにした。また蒸気タービン駆動200kVAの補助発電機1台を機械室に追加設置したが、主発電機とは並列運転できず、出入港時のみ無負荷運転し、主発電機故障時の推進補機、主要航海通信機器、非常灯のバックアップ電源とした。洞爺丸型4隻は操舵機に交流電源で駆動する電動油圧式を採用していたが、交流電源故障時には動力操舵不能となるため、蓄電池を電源とする非常用直流電動機を設置し、手動クラッチとベルトを介してこの直流電動機からも操舵機の油圧ポンプを駆動できるようにした。また車両甲板下、ポンプ室（3等雑居室直下）・ボイラー室・機械室・車軸室の間の水密隔壁を交通する3ヵ所の水密辷戸は新造時は全て交流電動機直接駆動方式であったが、1955年（昭和30年）5月11日の宇高連絡船の紫雲丸事件後の同船の対応にならい、うち1ヵ所を直流電動機直接駆動方式に改造した。なおこれらの改良工事は沈没を免れた洞爺丸型3隻全てで行われた。
1960年（昭和35年）12月には、ボイラーを石炭積込口不要なC重油焚きに改造したが、1缶あたりの蒸発量が増加するため5缶に減らし、撤去跡に燃料常用槽と自動燃焼制御装置が設置された。また 大雪丸と同じ電動ウインチ式の船尾水密扉を設置し、これにより車両格納所の容積も加算され、総トン数は5,796.22トンとなった。この工事では、外舷塗装も白と“とくさ色”（10GY5/4）に変更された。
1964年（昭和39年）5月10日に高速客載車両渡船津軽丸（2代）、8月12日には 八甲田丸が就航し、本船は、大雪丸（初代）に遅れること約2ヵ月の10月26日に終航した。

## 沿革
- 1946年（昭和21年）12月3日 - 浦賀船渠にて起工
- 1948年（昭和23年）
  - 7月31日 - 竣工
  - 8月27日 - 青函連絡船として就航
- 1954年（昭和29年）
  - 8月7日 - 昭和天皇北海道行幸の御料車を9便（青森第1岸壁16時30分発、函館第2岸壁21時00分着）で航送[36]
  - 8月23日 - 昭和天皇北海道行幸の御料車を変6便（函館第2岸壁17時45分発、青森第1岸壁22時25分着）で航送[37]
  - 9月7日 - 中間検査のため浦賀へ向け出港[38]
  - 9月26日 - 洞爺丸台風 津軽海峡へ襲来するも、浦賀船渠 入渠中で被害なく、その後工事を4日間短縮[39]
  - 10月8日 - 函館帰港[40]
  - 10月10日 - 22便（函館第1岸壁9時10分発 青森第1岸壁定刻13時50分着のところ14時13分着）から青函航路に復帰[41]
- 1956年（昭和31年）
  - 1月 - 重力型ボートダビット装備（2組）（函館ドック ）[42]
  - 6月1日 - 1等船室を2等A寝台に格下げ、従来からの2等寝台は2等B寝台とした[43]
  - 10月 - 下部遊歩甲板 水密丸窓化 重力型ボートダビット装備（8組）（浦賀船渠）[42][44]
- 1958年（昭和33年）4月 - 2等B寝台を撤去し2等婦人雑居席とし、右舷船尾3等椅子席を2等雑居席に改装[45]
- 1959年（昭和34年）9月18日 -【摩周丸難航】6時頃、台風14号は函館西方220海里付近の海上を北北東から北東へ進行中で、暴風圏は中心から約100海里、青函地域はその圏外となっており風速は10m内外とそう強くはなかった。函館海洋気象台では7時45分にそれまでの暴風警報から注意報に切り替えていた。この台風の進路は洞爺丸台風に酷似しており、17日21時50分以降は青函連絡船は全船運航休止としていたが、危険は去ったと判断し、再開初便として13便十和田丸が2時間29分遅れの8時59分青森出航、続いて17便摩周丸が9時50分定時に青森を出航した。摩周丸は海峡中央部では南西の風25m、突風30mで通常の荒天航海であったが、函館も近づいた13時25分、南西の風35m、突風50mを船尾左舷から受けるに至り、風に切りあがって進路保持が困難となり[46]、またこの強風では函館着岸も困難と判断し、洞爺丸台風時の経験から函館湾内での錨泊は回避すべきと判断し、直ちに木古内湾へ向け転針し15時4分木古内湾投錨。この避難航海中操舵室内に打ち込んだ波で、船位測定に欠かせないレーダーが海水をかぶり故障する事故もあったが、幸い短時間で修理でき、19日1時58分抜錨し、3時30分函館着[47][48]。
- 1960年（昭和35年）7月1日 - 国鉄が、従来の2等を1等に、従来の3等を2等に呼称変更し、3等の呼称を廃止した[43]
  - 12月 - 船尾水密扉設置 ボイラーC重油専燃化 6缶から5缶に 塗装変更 5,796.22総トンとなる（浦賀船渠）[33][8][49]
- 1961年（昭和36年）
  - 6月 - 第2レーダー装備[50]
  - 7月6日 - 1等出入口広間から喫煙所にかけての広間に1等指定椅子席として背ずりが65度倒れるリクライニングシート60席を設置[51][45][52][53]
  - 10月1日 - 特急接続便の1便 4時間25分運航 2便 4時間30分運航、旅客定員1,344名[54]
- 1962年（昭和37年） - 旅客定員1,388名[31]
- 1964年（昭和39年）
  - 10月26日 - 11便（青森第1岸壁0時30分発 函館第1岸壁5時00分着）で終航[55]
  - 11月16日 - 下関へ回航のため函館出港[56]
  - 11月20日 - 太平洋 豊後水道経由 下関到着[57]
- 1966年（昭和41年）1月25日 - 久保忠義に売却[58]